# Cuicuilco
Cuicuilco es una zona arqueológica mesoamericana, construida en el periodo preclásico 800 a. C. a 250 d. C..Tiene un Teocalli en forma circular de unos 20 23 metros desde su base aproximadamente, localizada en el extremo suroeste de la Cuenca de México, cerca lo que fue el lago de Xochimilco, en la actual Ciudad de México. Según la anterior cronología, Cuicuilco podría ser una de las poblaciones importantes más antiguas del valle de México, contemporánea con la cultura olmeca del SE del Veracruz y Tabasco, que conforman el área nuclear olmeca.
Se sabe que tanto grupos otomíes como nahuas habitaron la Cuenca de México en ese tiempo, de tal manera, que es probable que cualquiera de ésos dos grupos étnicos fueran sus fundadores. Fue uno de los primeros grandes centros cívicos religiosos del Eje Neovolcánico, su población probablemente incluía todos los estratos sociales y rasgos culturales que caracterizarán a los altépetl (ciudades-Estado) de la Mesoamérica clásica.
Cuicuilco fue destruido por la erupción del volcán Xitle, ocasionando migraciones, reacomodos de la población en la cuenca de México y el abandono de la ciudad. Con su caída, se consolidó Teotihuacán como centro rector del periodo clásico en el Eje Neovolcánico.
En el sitio se conservan ocho edificios religiosos y habitacionales de los múltiples que existieron, e incluso algunos restos del sistema hidráulico que abastecía a la ciudad.
Una de las pirámides o templos fue construida en una posición estratégica, representando el primer intento entre los pueblos prehispánicos por relacionar los conceptos religiosos con el acaecer cósmico, a través de una creación monumental.

## Etimología.

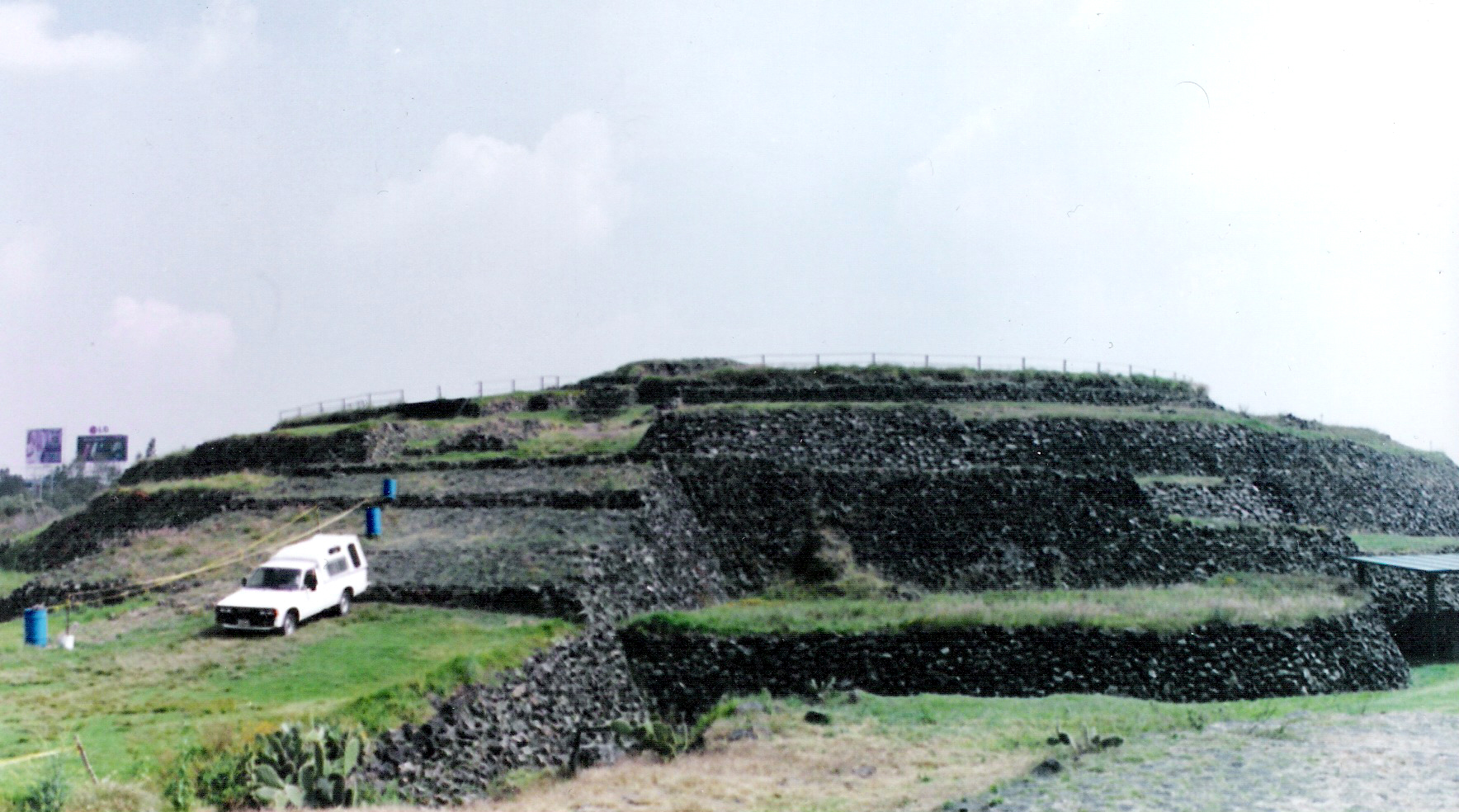
Parte frontal de la Pirámide de Cuicuilco.

De acuerdo con una investigadora del INAH, Zelia Nuttall opina que Cuicuilco significa: “Lugar donde se hacen cantos y danzas”. Sin embargo, una expresión como "lugar donde se canta" sería Cuicoyan (cuico, impersonal de cuica, "cantar"; -yan, lugar donde algo se ejecuta); verosímilmente el nombre sea una abreviación de Tecpacuicuilco, "lugar donde hay jaspe" (de tecpacuicuilli, "jaspe" -tecpatl, "pedernal"; cuicuiltic, "multicolor"- y -co, sufijo locativo).

## Historia.
Fue uno de los primeros y más importantes centros ceremoniales en el valle de México. Cuenta con un basamento piramidal construido entre el 800-600 a. C., que es la principal estructura del lugar.
Cuicuilco fue originalmente fundado como un asentamiento agrícola, pero existe evidencia de prácticas religiosas tempranas, incluyendo ofrendas de piedra y el uso de cerámica como Ajuar funerario. La ciudad creció alrededor de un gran centro ceremonial con pirámides y el área urbana asociada, que incluía plazas y calles bordeando una serie de reservorios de agua pequeños y poco profundos alimentados por agua desde las colinas cercanas de Zacayuca y Zacaltepetl. En su auge, se estima una población de 20 000 habitantes. El sitio tiene terrazas, varios edificios y canales de riego.
Aunque este sitio fue productor de una nueva tradición cerámica (hacia 600-200 a. C.), es normal considerar que el entorno de la zona fue configurado por las varias generaciones que habitaron el lugar.
La evidencia arqueológica, tanto cerámica como las estructuras arquitectónicas, indican que Cuicuilco se desarrolló desde el primer milenio antes de Cristo, durante el Período Preclásico mesoamericano Preclásico, como un pequeño asentamiento; sus habitantes interactuaban con otros sitios tanto de la Cuenca de México como de regiones relativamente distantes, por ejemplo Chupícuaro al oeste y Morelos al sureste.
Los periodos de ocupación estimados para Cuicuilco sólo pueden ser considerados tentativos. La ocupación más temprana se estima en el año 800 a. C. Hubo muchas aldeas de agricultores con similar configuración y distribución de espacios. Durante el periodo 800-600 a. C. se construyeron estructuras cónico-truncadas con planta circular u ovalada. Los especialistas llaman a estos sitios cabeceras regionales; al considerar que tenían mayor jerarquía y funcionaban como centros de integración, finalmente se convirtieron en mayores cabeceras regionales.
Si la enorme pirámide de Cuicuilco es expresión de este incremento, entonces ello significa que este nivel de desarrollo se alcanzó entre 600-400 a. C., ya que es la fecha en que se construyó. En caso de ser cierto, el carácter protourbano, característico de este nivel, podría haberse extendido, también, por el Preclásico Terminal hasta el debilitamiento de Cuicuilco en el 250 d. C. En este momento comenzó el desarrollo de Teotihuacán, que en el Clásico fue un centro urbano muy importante.

### Inicio de la cultura

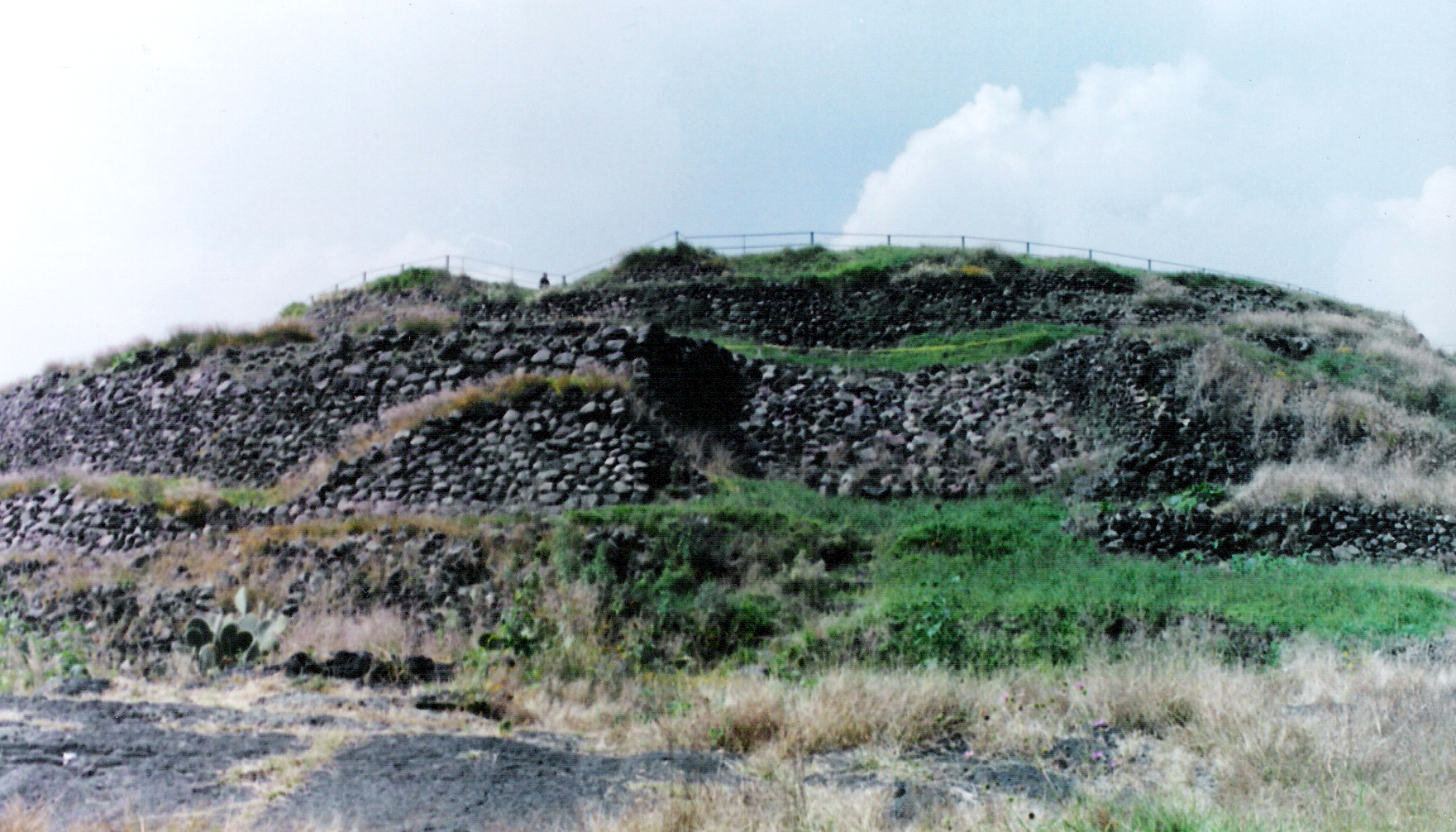
Fotografía de la parte trasera de la Pirámide de Cuicuilco.

A mediados del preclásico medio (ca. 800 a. C.), surgieron aldeas en este lugar, que lentamente evolucionaron y crecieron, transformándose en villas, para posteriormente dar lugar a un gran centro urbano cívico-ceremonial hacia fines del preclásico (ca. 200 d. C.). Como centro urbano, llegó a ser muy importante, con una sociedad avanzada y jerarquizada en campesinos, artesanos, sacerdotes y gobernantes.
Existen opiniones de que el desarrollo del lugar, desde su fundación, es por su posición estratégica, con recursos abundantes y controlando las entradas a los valles de Toluca, Morelos y a la orilla del lago Chalco-Xochimilco.
Bajo esta perspectiva, aunque el lugar era productor, hacia 600-200 a. C., de una nueva tradición cerámica, también es evidente que el paisaje había sido configurado por la sucesión de varias generaciones.

### Auge de la cultura
Hacia 100 d. C., a fines del periodo Preclásico, Cuicuilco llega a adquirir el carácter de un centro regional urbano con una población, como ya se dijo, que se estima en cerca de 20 000 habitantes, comparable con Teotihuacán en esa época (cf. Sanders, 1981), desarrollo que se ve truncado en el sur de la Cuenca de México a raíz de la erupción del Xitle, formándose una capa de lava que cubrió parcial o totalmente las estructuras arquitectónicas cívico-ceremoniales y habitacionales de la ciudad cuicuilca, cuya extensión se infiere llegó a ser de 400 hectáreas

### Características físicas de la cultura
Sus habitantes tenían la costumbre de deformarse la cabeza de forma tabular directa u oblicua, siendo la primera la más usual; incluso se acostumbraba la mutilación dental. El promedio de vida era de 51 años, debido principalmente a la presencia de enfermedades como la osteomielitis.

### Agricultura y alimentación
Por su ubicación, sus pobladores tuvieron acceso a los recursos naturales lacustres (flora y fauna), ya que se encontraban a aproximadamente 4 km del Lago de Xochimilco, y se encontraban cerca de la sierra del Ajusco (cf. Sanders 1981:173); además existían manantiales y corrientes de agua, que facilitaron producir alimentos y atender las necesidades de una población creciente. La base económica propia de Mesoamérica centrada en la agricultura seguramente fue complementada con la caza, pesca y recolección; la obtención de madera debió ser sencilla por los cercanos bosques, con terrenos agrícolas en las inmediaciones de la parte nuclear del sitio, hoy bajo metros de lava volcánica y edificios.
Se piensa que la dieta consistía principalmente en maíz, fríjol, calabaza, tomate, pescado y animales silvestres.

### Fin de la cultura
Su declive comenzó a principios del siglo II d. C., propiciando el auge de Teotihuacán como centro de influencia cultural y religiosa. Entre el 250 y 300 d. C. el volcán Xitle, ubicado en las inmediaciones de la serranía del Ajusco (náhuatl: atl, xochitl, co, 'agua, florecer, el donde' ‘floresta de aguas’), también conocido como sierra del Ajusco-Chichinauhtzin, hizo erupción sepultando y destruyendo a Cuicuilco y Copilco (una aldea menor contemporánea). Este desastre provocó la dispersión de la cultura cuicuilca hacia Toluca y a Teotihuacán, donde se especula que acogieron a una gran parte de los cuicuilcas e incorporaron muchos rasgos de esta cultura.
Se considera que su declive comenzó a raíz del surgimiento del volcán Xitle lo cual se ve reflejado con la presencia de deidades del fuego.
A pesar del abandono de Cuicuilco como gran centro ceremonial, se continuó haciendo ofrendas hasta el momento en que la localidad fue cubierta por las lavas del volcán Xitle, lo que ocurrió alrededor del año 250 después de Cristo.
A principios del siglo XX, el Pedregal fue un lugar atractivo para definir las culturas antecesoras a las formaciones socioeconómicas teotihuacana y mexica en la cuenca de México. En los años 50, las investigaciones en Cuicuilco B demostraron que el desarrollo del sitio es producto de una dinámica interna.
Los arqueólogos concluyen que Cuicuilco fue una prominente comunidad antes de la aparición de Teotihuacán como centro urbano, antes de que seis pequeñas comunidades que algunos arqueólogos creen en algún momento se combinaron para convertirse en Teotihuacán, estas comunidades ya estaban fundadas y con pruebas de modesto crecimiento durante el tiempo que Cuicuilco ya estaba construyendo pirámides y monumentos públicos. La ciudad parece haber sido abandonado alrededor de 250 d. C. después de la erupción de un volcán cercano, Xitle, a pesar de que el territorio fue reocupado en una fecha muy posterior. Cerámica y otras pruebas, sugieren que los refugiados de la catástrofe volcánica migraron hacia el norte y se convirtieron en parte de la población de Teotihuacán, cerca de la orilla norte del lago de Texcoco.

## Geomorfología
Se encuentra en la Cuenca de México, donde una parte está cubierta por un derrame de lava del Xitle hacia 250 d. C., actualmente se conoce como Pedregal de San Ángel, al sur de la capital de México. Asimismo, fisiográficamente está localizado en la provincia de la cordillera Neovolcánica. Además, el Pedregal tiene forma arriñonada y envuelve alrededor de 70 km², con una extensión de aproximadamente 13 km al norte del Xitle. Por otro lado, cuando el volcán del tipo cono de ceniza conocido como El Xitle hizo erupción, el camino de lava no recubrió todo el Pedregal, puesto que existen elevaciones perpendiculares que impidieron el progreso y algunas de estas alturas dieron origen a “claros” donde la lava no llegó.

## Geología y geografía
El valle de México es considerado como parte de una cuenca hidrológica cerrada, además está rodeada por un encadenamiento de montañas que varían su tamaño de norte a sur, la altura máxima la alcanza en el sur. La geología con relación a Cuicuilco, con el tiempo fue sacudida por corrientes de agua que formaron un río cerca de los primeros habitantes de Cuicuilco. Sin embargo, las fuertes épocas de lluvia crearon inundaciones en la cuenca y sus lagos se extendieron hasta los pies de los cerros. En el Preclásico Medio, a raíz de lo anterior los pobladores de Copilco, Zacatenco y El Arbolillo, se asentaron en suelos más altos como Cuicuilco. Por otra parte, en el Protoclásico se presentó la erupción del volcán Xitle, el derrame se clasificó en dos fases: primeramente, ceniza volcánica, también se truncaron las corrientes de agua que eran usadas por la población de Cuicuilco y la segunda fase, el derrame de lava. Su posición geográfica fue un factor importante para el progreso de Cuicuilco, ya que estaba cerca de un río que comunicaba con la puerta occidental del valle de Toluca y de la misma manera, amparaba el camino de Ajusco para llegar al valle de Morelos.

## Características ambientales

### Suelos
En los “claros” que no fueron tapados por lava, el suelo en general es maduro de origen residual, con una característica parental de tipo volcánico de andesitas y basaltos. Además, existe un tipo de suelo volcánico llamado Andosol mólico o un suelo orgánico, Feozem lúvico con más de 40% de arcillas a la mitad de perfil, y en algunas partes se han visto suelos enterrados con mucha arcilla.

### Clima
En lo que respecta del clima, es templado subhúmedo acompañado de lluvias en verano con aproximadamente una precipitación anual de 840.7 mm. Además, los veranos son largos y frescos, con una temperatura entre 6.5 y 22 grados centígrados cuando es el mes más caluroso, con poca oscilación entre 5 y 7 grados centígrados.

### Flora
En la vegetación de la Cuenca del Preclásico, se encontraron algunos restos botánicos, por ejemplo: se descubrieron rizomas en Puente de Piedra, plantas desarrolladas en ambiente pantanoso, también en Isidro Fabela se halló pasto similar al que se encuentra actualmente, además piñas, hojas, tallos y corteza de pinos que están en parte carbonizados. Hoy en día, la flora es arbustiva y arbórea, hay encinos, pinos y herbáceas que se localizan en diferentes alturas del Pedregal. La variedad es grande puesto que existen múltiples especies foráneas. Actualmente, la vegetación más particular de la zona son las familias vegetales Abies religiosa, Alnus firmifolia, Quercus centralis y en menor proporción, Arbustus xalapensis. Cupressus lindley y Pinus rudis.

## Características culturales

### Enterramientos
Los esqueletos descubiertos muestran deformaciones por el peso de la lava causada por el volcán Xitle, también son de tipo sencillo y múltiple, prevalecen en los restos óseos las posiciones decúbito flexionado, especialmente laterales. Aunque algunos por su grado de destrucción, no se pudo observar la posición original de los huesos. Existe una gran variedad de restos, encontrados en formaciones troncocónicas y fosas, pero presentan variaciones y deformaciones debido al grado de destrucción.

### Arquitectura
A partir de las primeras investigaciones y excavaciones de Byron Cummings (1922-1925) se señala el carácter elíptico de la planta de la pirámide principal. La zona de Cuicuilco estaba basada en una arquitectura pública y habitacional. En la planta elíptica se encontraba la pirámide que fue construida inicialmente con roca basáltica con el fin de rehabilitarse luego de la erupción de ceniza y lava. En la parte de arriba se halló un altar que fue reconstruido después de la primera erupción, y en la parte de abajo se descubrió una estructura hecha con lajas de piedra pintadas. Por lo tanto, en general la arquitectura de Cuicuilco es una de las más precursoras de Mesoamérica.

### Iconografía
Los trabajos sobre iconografía son muy poco, aunque Cuicuilco se ha relacionado con los principios del desarrollo icónico de las deidades Huehuetéotl, el dios viejo del fuego y Tláloc, dios de la lluvia y de la Tierra.

### Cerámica
La cerámica que se encontró de Cuicuilco debajo de la lava y de ruinas como templos, implicó pertenecer a dos tradiciones, una local, la cual parece que se fabricó en casi toda la Cuenca de México, naturalmente con sus variantes locales, otra de elementos intrusivos y la cerámica de importación. Un estudio hecho por Florencia Muller, analizando el material cerámico y non cerámico en el año 1968, determinó que Cuicuilco tuvo sus comienzos como una pequeña aldea en el Preclásico Medio, fue creciendo con el tiempo hasta su auge y se ratificó como uno de los primeros asentamientos urbanos de la Cuenca de México durante el Protoclásico. Además, en el Preclásico Media, fue muy común hablar en Cuicuilco sobre las vasijas de uso utilitario y las ofrendas funerarias, la cerámica de importación: cocción controlada, laca, cerosa, blanco granular y su variante de rojo pardo. En el Preclásico Superior, la tradición fue simbolizada por los grupos café rojizo, rojo bayo, técnica negativa y el policromo, los platos trípodes son dos: cuerpo de ave estilizada y hemisférica con soportes de asas o piernas grotescas. En el Protoclásico, hay presencia de la tradición local y la de Chupícuaro, también hay cambios en el plato trípode, aunque la cerámica del Protoclásico cambio de color puesto que el calor de la ceniza intervino.

## El sitio

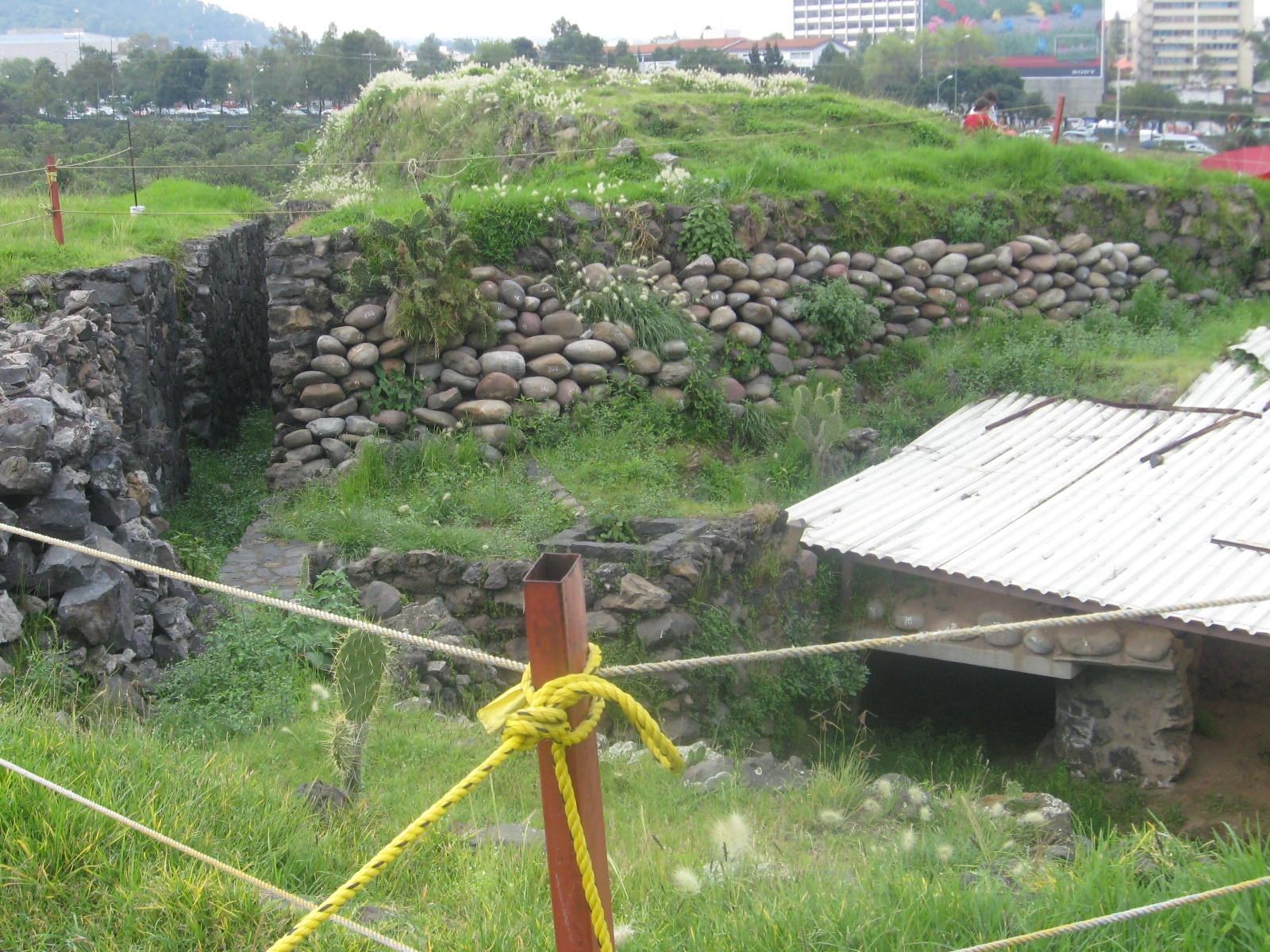
Hoyo escarbado encima de la pirámide con 5 altares (protegida por un techo de lámina corrugada)

Cuicuilco está cubierto por una densa capa de lava volcánica, conocido como el Pedregal de San Ángel. La lava cubre un área de aproximadamente 70 km², incluyendo el pie de la sierra del Ajusco y se extiende a la orilla del lago cercano. Un estudio de 1956 llegó a la conclusión de que los depósitos de lava desigual, llegando a una profundidad de más de 10 m en algunas zonas, fueron un factor importante en la preservación de Cuicuilco. El sitio también se encuentra dentro de una moderna área urbana y está parcialmente cubierto por edificios de la Escuela Nacional de Antropología e Historia. Sólo ha sido posible una investigación arqueológica parcial, construcciones modernas han dañado la ciudad prehistórica. Se destruyeron varias estructuras arqueológicos en 1968 en Cuicuilco B, consistente en ocho edificaciones construidas dentro de una plaza con estructuras más pequeñas, además de un edificio circular arrasado por las Torres de Elektra y se construyó un complejo de oficinas pertenecientes a Grupo Carso sobre un lago antiguo en Cuicuilco D. En consecuencia, puede ser difícil determinar el tamaño real y la complejidad de Cuicuilco.

## Investigaciones arqueológicas en Cuicuilco
A pesar de que el asentamiento arqueológico de Cuicuilco se encuentra dentro del polo dinámico y económico más importante del país , es decir la Ciudad de México, su estudio e investigaciones realizadas son mucho menores de lo que se ha investigado en otros sitios arqueológicos como Teotihuacán o Tula; es poca la información que tenemos sobre este asentamiento y prácticamente desconocemos muchos detalles sobre la forma y el estilo de vida de sus habitantes. Aunado a esto, la zona arqueológica se encuentra en promedio de 5 a 10 metros debajo de roca volcánica, lo que ha dificultado en gran medida su exploración y lo que nos hace prácticamente imposible conocer los alcances reales y la magnitud que tuvo Cuicuilco en su período de vida.
Debido al crecimiento de la mancha urbana y a las construcciones modernas que se han realizado en la zona desde el inicio del siglo XX, las diversas expediciones arqueológicas que han estudiado el asentamiento se han visto obligadas en dividir el área en tres grandes zonas de estudio. 
La primera zona se denomina “Cuicuilco A”, la cual comprende el área de la actual zona arqueológica y es la única zona en la que no se han realizado construcciones contemporáneas. La segunda zona se denomina Cuicuilco “B” y comprende el área debajo del Centro Comercial Perisur y colindancias. 
La tercera zona comprende el área que actualmente ocupa el terreno de Grupo Carso, sobre el cual se encuentran los edificios de Centro Comercial Cuicuilco, Banco Inbursa, y el parque Loreto y Peña Pobre; a esta zona se le denomina “Cuicuilco C”.
Sin embargo, aún hoy no se sabe exactamente cuáles eran los límites físicos del área poblada en Cuicuilco durante su existencia, por lo que las áreas anteriormente mencionadas son una interpretación realizada por los antropólogos en relación con los resultados encontrados en las distintas expediciones. 
El primer acercamiento antropológico que se realizó en Cuicuilco fue realizado por Manuel Gamio, precursor de la antropología científica en México, quien entre 1915 y 1920 se hallaba realizando estudios de superficie en la cuenca del valle de México.
Durante una de sus expediciones por la zona sur de la ciudad logró ubicar la pirámide de Cuicuilco, sin embargo debido a sus limitaciones técnicas solo logró marcar el lugar exacto de su descubrimiento. En esa época la zona era un pedregal de difícil acceso y prácticamente inhabitable debido a la gruesa capa de piedra volcánica que impedía realizar excavaciones y la nula presencia de agua en la zona. Existía solamente un camino angosto conocido como la carretera a Cuernavaca (actualmente avenida de los Insurgentes).
En 1922, Manuel Gamio invitó al antropólogo estadounidense Byron Cummings con el objeto de realizar una investigación formal en la pirámide encontrada.
La investigación fue financiada por la Universidad de Arizona y por la National Geographic Society y se realizó en distintos periodos entre 1923 y 1925. 
Durante la década de los treinta, Eduardo Noguera dirigió investigaciones en el área, mismas en las que se realizaron diversas excavaciones en el área circundante de la pirámide y sus alrededores. 
Se encontraron cámaras cubiertas por lava volcánica en las que se hallaban diversos esqueletos y objetos de cerámica, por lo que se cree que eran tumbas o altares. Gracias a las investigaciones de Noguera se pudo concluir que Cuicuilco fue una zona urbana densamente poblada debido al de restos humanos encontrados durante las excavaciones. 
Debido a que en la época se dio prioridad el estudio de otras zonas arqueológicas alrededor del país, Cuicuilco fue prácticamente abandonada para su estudio al mismo tiempo que la mancha urbana comenzó a ocupar terrenos aledaños en los que probablemente existen vestigios importantes.
No fue sino hasta el año de 1966 y con motivo de la construcción de la Villa Olímpica en un terreno cercano a la zona arqueológica que el arqueólogo Roberto Gallegos dirigió una nueva investigación arqueológica en la zona, en ese momento se etiquetó por primera vez la zona poniente del recinto como “Cuicuilco B”. La investigación se concentraría en el rescate de evidencia arqueológica antes de la conclusión de la construcción de la Villa Olímpica, la cual fue construida en esa zona debido a su cercanía con el Estadio Olímpico Universitario, sede de los Juegos Olímpicos de Verano de México 1968.(Moguel, 2)
Durante la investigación se realizaron diversos descubrimientos relevantes como la existencia de aproximadamente 183 entierros, una casa habitación con técnicas constructivas más desarrolladas que el resto de las antes encontradas, ya que cuenta con una base de tepetate muy bien comprimido así como paredes con acabados de lodo que habían resistido desde su colocación hasta el momento de su descubrimiento; esta construcción se calcula medía 12.5 metros de frente por 23 metros de fondo, sin embargo no fue posible concluir con su investigación debido a que los trabajos de cimentación de la Villa Olímpica había dado inicio y una máquina entró a demoler la zona. Sin embargo se sabe que esta construcción consta de cinco cuartos independientes además de un altar, por lo que se cree era residencia de sacerdotes. Muchos de los descubrimientos realizados durante esta investigación fueron simplemente hallados gracias al análisis del escombro arrojado por los tractores.
Una vez concluida esta investigación en el año de 1968 se produjo un período de abandono de la zona, únicamente el área denominada “Cuicuilco A” quedó bajo resguardo del INAH, sin embargo las zonas aledañas no recibieron ningún tipo de atención y fueron rápidamente consumidas por la zona urbana. En el año de 1978 “ Cuicuilco A” tuvo que recibir una intervención y restauración debido al abandono en el que se encontraba.
Fue hasta el año de 1980 que Ariel Valencia propone realizar trabajos de conservación en el área de “ Cuicuilco A” con la intención de darle una utilización didáctica, delimitando un área de visita. 
En el año de 1984 la Dirección de Salvamento Arqueológico realizó una denuncia en oposición a la construcción del complejo comercial Perisur, ya que argumentaba se habían encontrado objetos cerámicos en la zona, sin embargo después de un proceso jurídico se determina que los objetos encontrados no tienen la importancia necesaria como para detener las obras del complejo comercial, por lo que la zona conocida como “Cuicuilco B” quedó sin posibilidades de ser estudiada.
Con la dirección del arqueólogo Manuel Gándara Vázquez se realizaron tres exploraciones en los alrededores de la zona arqueológica como parte de un programa al que se le denominó “Unidades Habitacionales”. El programa se desarrolló de 1984 a 1987, período en el que se pudieron determinar las zonas en las que era factible construir desarrollos urbanos en los alrededores de la zona arqueológica sin alterar el espacio antes ocupado por la ciudad de Cuicuilco. Con esta investigación se pudieron localizar entierros, estanques de agua (a la fecha no se sabe si son naturales o fueron creados por el hombre), zonas habitacionales con casas y cuartos y una construcción semicircular ubicada en el parque Loreto y Peña Pobre. 
La penúltima investigación que tuvo lugar en Cuicuilco fue dirigida por el arqueólogo Mario Pérez Campa en el año de 1996. Esta investigación se concentró en recopilar información en la zona “Cuicuilco A” y dio como resultado el descubrimiento de una columna de 3.90 metros de altura en la parte sur de la pirámide, con grabados, los cuales, se cree son los primeros registros gráficos de eventos astronómicos en México.
Los últimos trabajos comenzaron en el 2011 y continúan hasta la actualidad a cargo de Felipe Ramírez, y tienen la finalidad de conservar los edificios prehispánicos y seguir con las investigaciones en el sitio.

## Situación actual

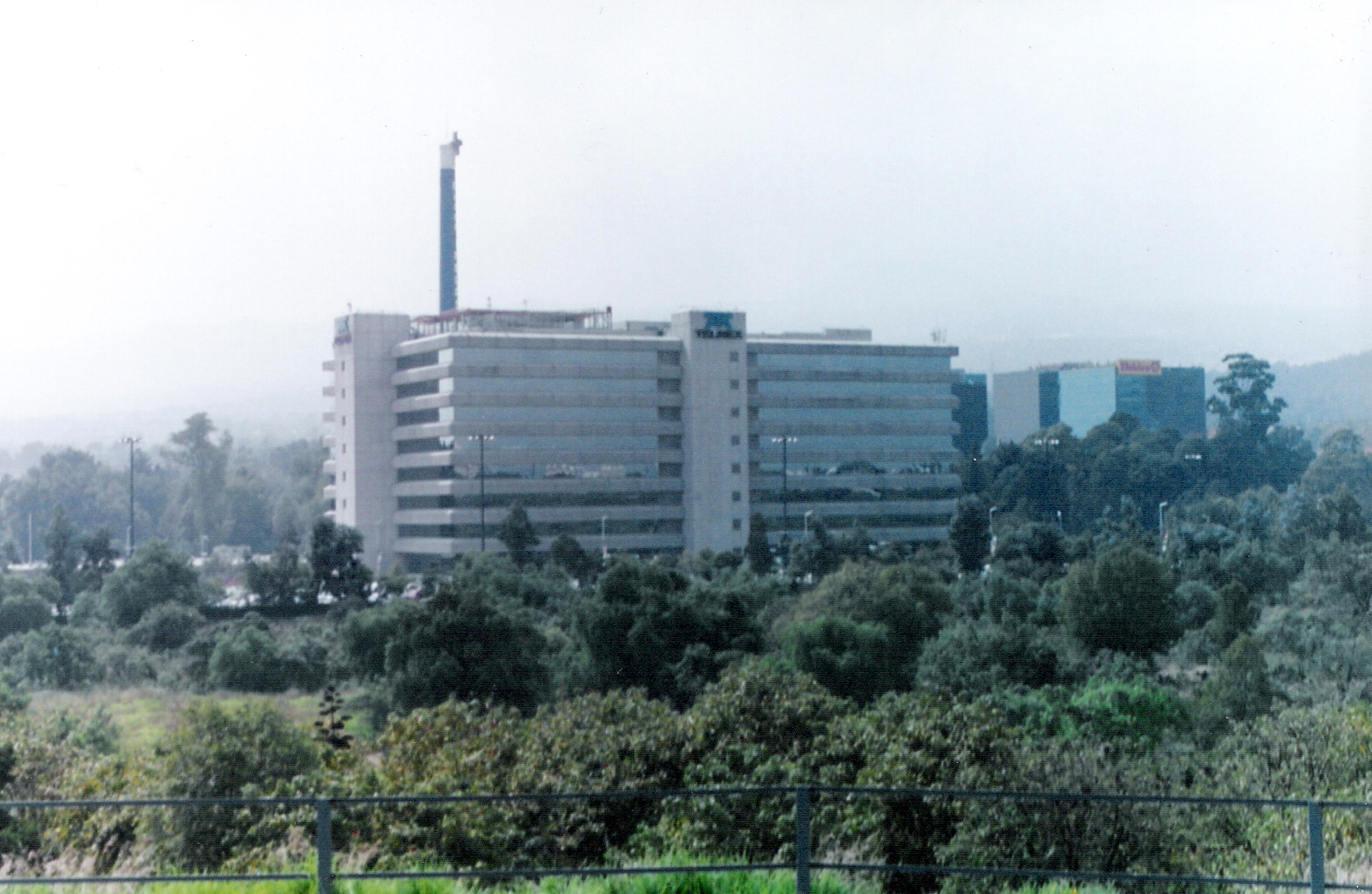
Edificio de Telmex que fue construido muy cerca de la reserva

Actualmente el Instituto Nacional de Antropología e Historia se encarga del mantenimiento y la administración del lugar; el sitio está abierto al público y cuenta con un museo en el que se muestran algunos objetos recuperados en las excavaciones. Cuicuilco es un sitio que constantemente se ve amenazado por la creciente influencia del desarrollo urbano que ha borrado una gran área de la zona arqueológica, actualmente se encuentra rodeado por importantes avenidas y centros comerciales, que no afectan directamente la conservación de la zona denominada como “ Cuicuilco A”, han propiciado un mayor abandono y desconocimiento del lugar ya que lo han ocultado y restado su importancia ante los residentes y visitantes del lugar. Actualmente la zona aledaña a Cuicuilco es ampliamente transitada y con un importante impacto comercial, lo que ha restado gran importancia a la zona arqueológica que ha perdido su lugar en la Ciudad de México. Las investigaciones que han tenido lugar a partir del año 1996 han sido de bajo impacto y no han arrojado resultados relevantes por lo que prácticamente nuestro conocimiento sobre la zona y sus alrededores se ha visto detenido. Sin embargo, los trabajos actuales esperan aportar más información que ayuden a conformar y aclaren su historia cultural.

## Galería de fotos
|                                                                      |
| Camino y escalera hacia arriba en la pirámide principal de Cuicuilco |

| |
| Esta "kiva" se descubrió y llamada así por el arqueólogo Byron Cummings, que la asemejó a las cámaras redondas semi enterradas encontradas en el suroeste de Estados Unidos. Su propósito ritual es desconocido. |

| |
| Vista sureste desde arriba de la pirámide principal de Cuicuilco hacia la delegación de Tlalpan y Xochimilco |

| |
| Vista sureste desde arriba de la pirámide, con la antigua Villa Olímpica (hoy multifamiliares) construida para los Juegos Olímpicos de 1968. |

|                                                             |
| Exhibición de Figuras y recipientes del Museo de Cuicuilco. |

| |
| Escultura de piedra encontrada en la base de la pirámide. Es la única encontrada a la fecha del periodo Preclásico de Mesoamérica (800 a. C.-200 d. C.) |

|                                                                                       |
| Exhibición de herramientas como molcajetes navajas y recipientes, Museo de Cuicuilco. |

|                                        |
| Exhibición de joyas y otros artículos. |

|               |
| Exhibición de |

|                                                                                      |
| Exhibición de un tipo de "metate" usado para moler. El dibujo ilustra cómo se usaba. |

|                                                             |
| Figuras de cerámica adornada con joyas, como las exhibidas. |